# アーサー・ウェズリー・ダウ
アーサー・ウェズリー・ダウ（Arthur Wesley Dow、1857年4月6日 - 1922年12月13日）はアメリカ合衆国の画家、版画家、美術教師である。アーネスト・フェノロサのもとで日本の浮世絵を研究した。美術教師として様々な教育機関で教え、多くのアーティストに影響を与えた。

## 略歴
マサチューセッツ州のイプスウィッチに生まれた。1880年にマサチューセッツ州ウースターに住む画家に絵を学んだ後、1881年にボストンに移り、絵の修行を続けた。1884年にパリに留学し、アカデミー・ジュリアンでギュスターヴ・ブーランジェやジュール・ジョゼフ・ルフェーブルの指導を受けた。国立高等装飾美術学校（l'École nationale supérieure des Arts décoratifs）の夜間コースでも学び、ポスト印象派の画家が集まったポン＝タヴァンも訪れた。1888年に描いた風景画は1889年のパリ万国博覧会の展覧会で、選外佳作となった。
1889年にアメリカに帰国しボストンで活動した。ボストンではポスターを制作し、美術館で見た北斎などの日本の浮世絵に興味を持ち 、ボストン美術館をしばしば訪れるようになり、美術館のアジア美術の学芸員(Conservator)のアーネスト・フェノロサと親しくなり、木版画を制作するようになり、1893年にボストン美術館の学芸員助手として雇われた。
1891年から故郷のイプスウィッチで美術を教え始め、妻と写真や絵画、染色、陶芸などを教える美術学校を1907年まで運営した。この学校で学んだアーティストにはボストン生まれの写真家、アルヴィン・ラングダン・コバーンがいる 。
ニューヨークのプラット・インスティテュートで1896年から1903年まで教え、1898年から1903年の間はアート・スチューデンツ・リーグ・オブ・ニューヨークで教えた 。1904年から1922年の間はコロンビア大学のTeachers Collegeの美術教育の教授を務め、美術教育に関する著作も出版した。1903年の9月から12月には世界旅行の途中、日本を旅している。
ダウに学んだアーティストにはジョージア・オキーフ(Georgia O'Keeffe)、シャーリー・ウィリアムソン(Shirley Williamson)、チャールズ・シーラー(Charles Sheeler)らがいた。

## 作品

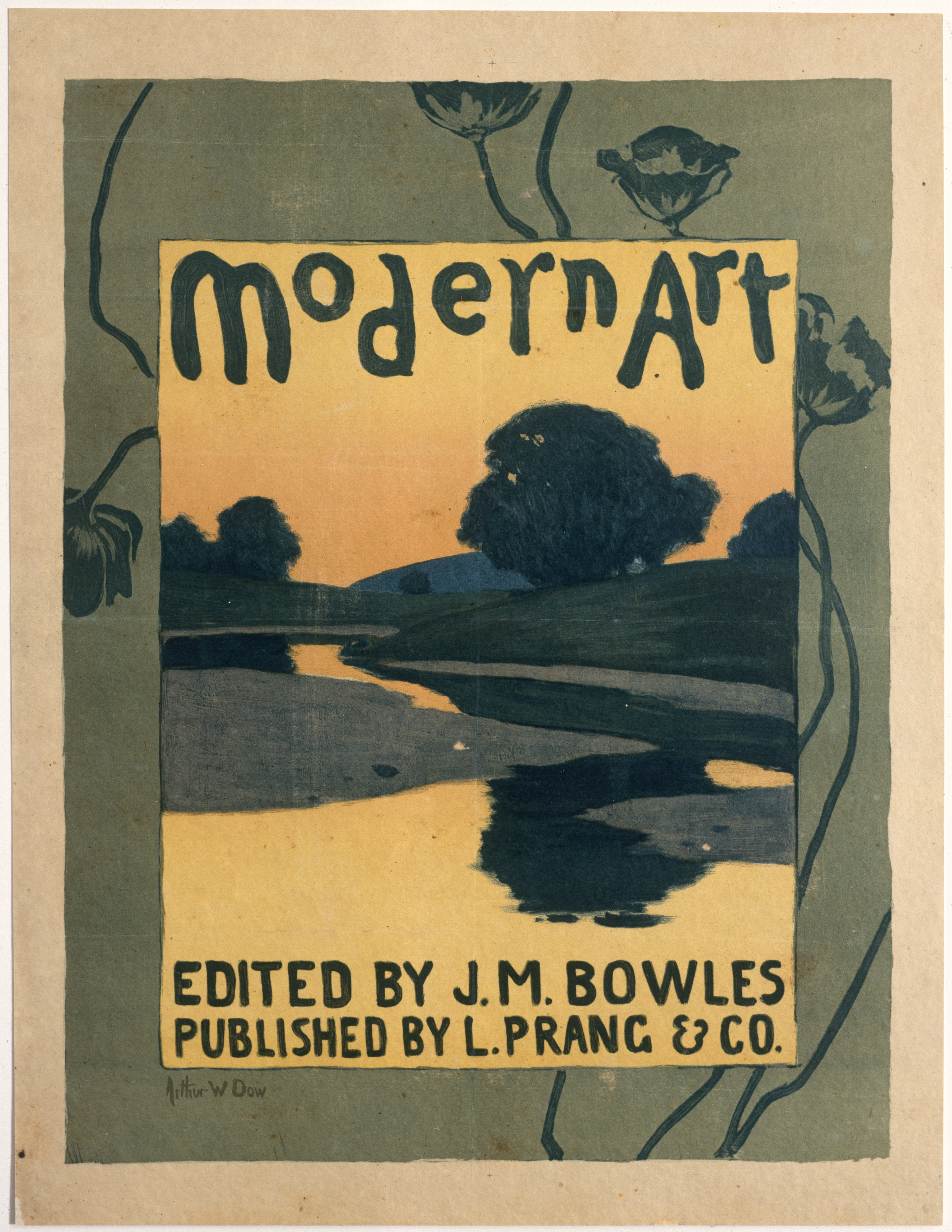
ポスター(1895)
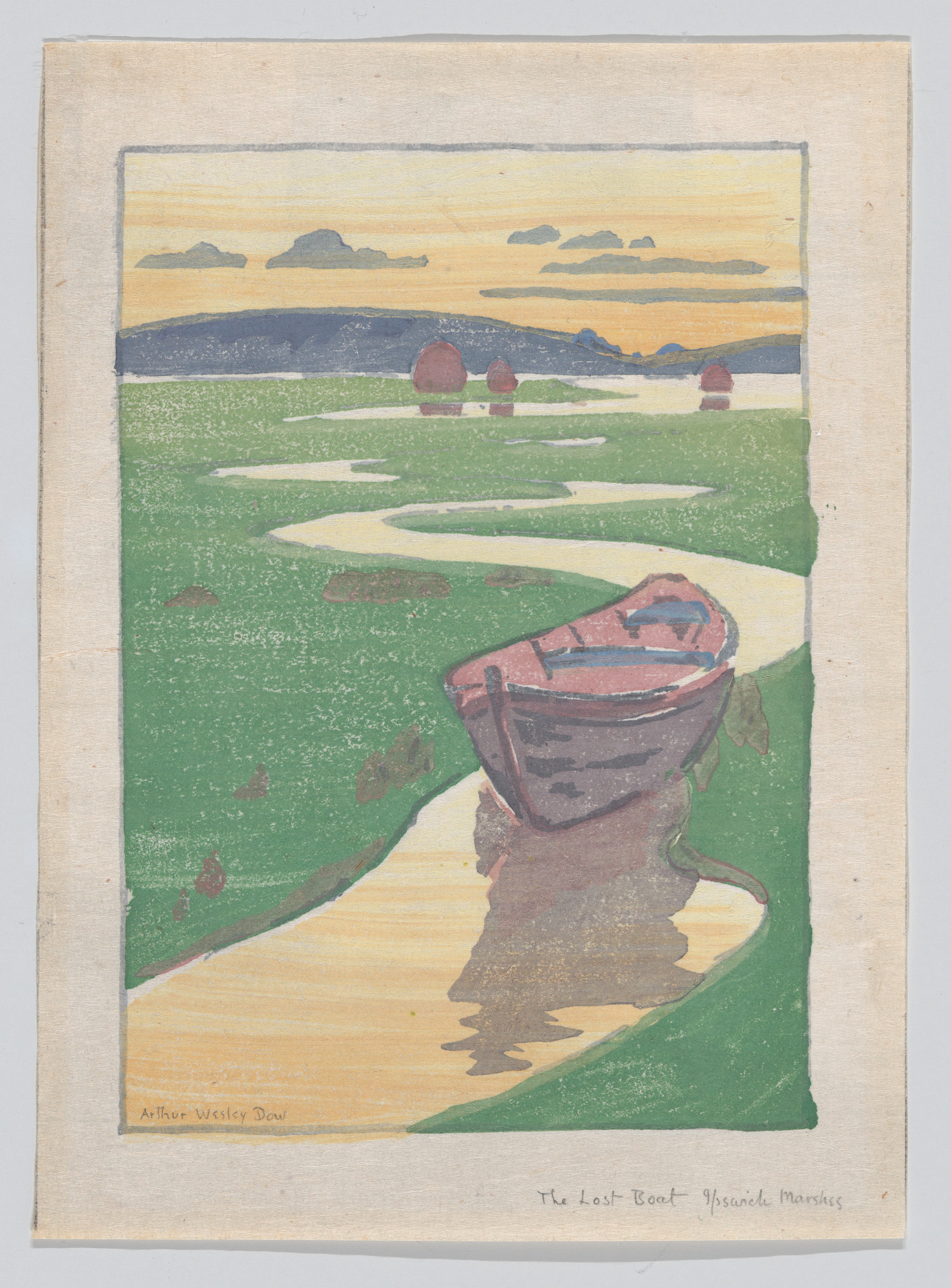
版画"The Derelict" or "The Lost Boat"(1916)
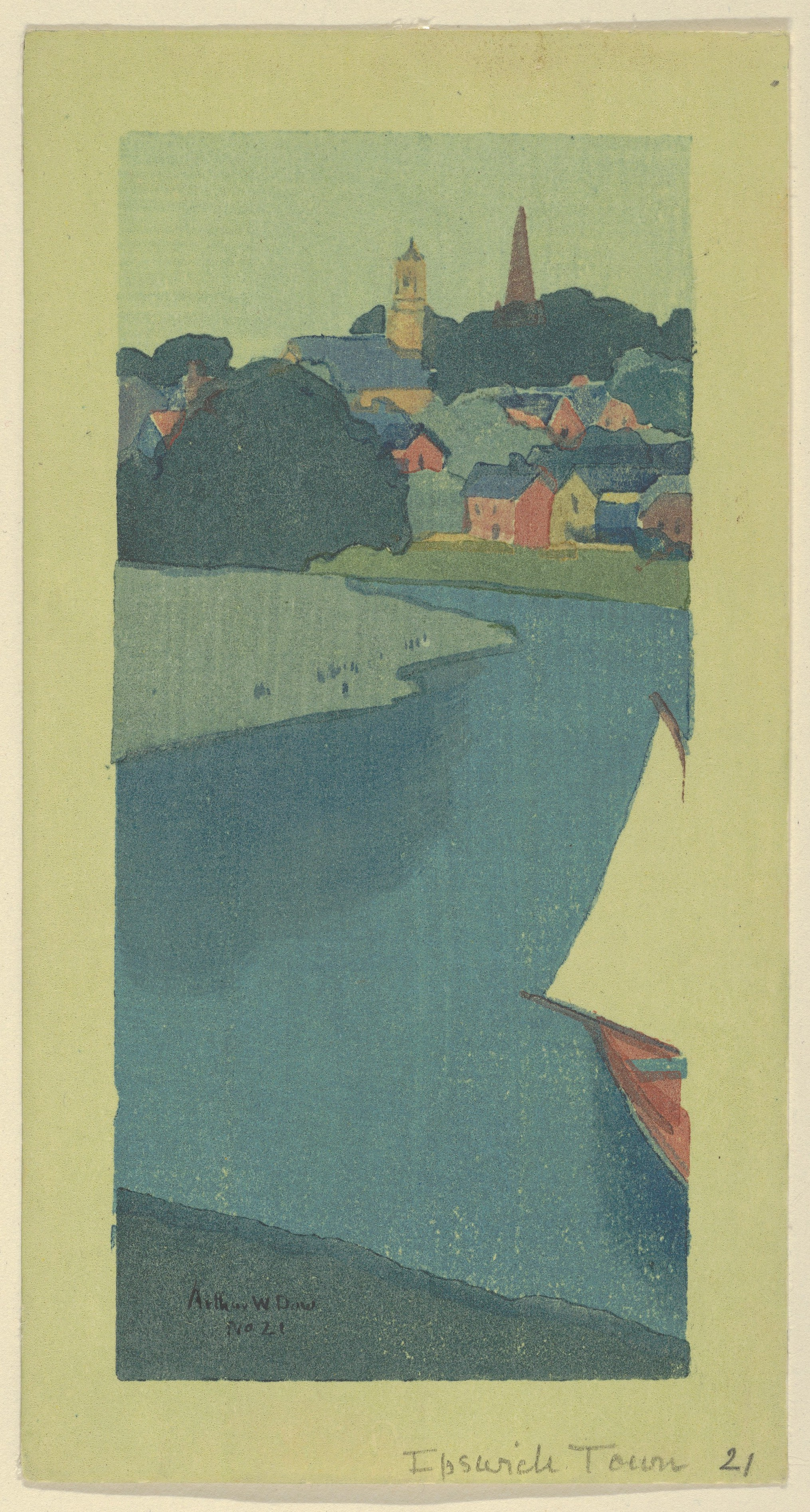
版画"Ipswich Town" or "Harbor Scene"(1893/1895)
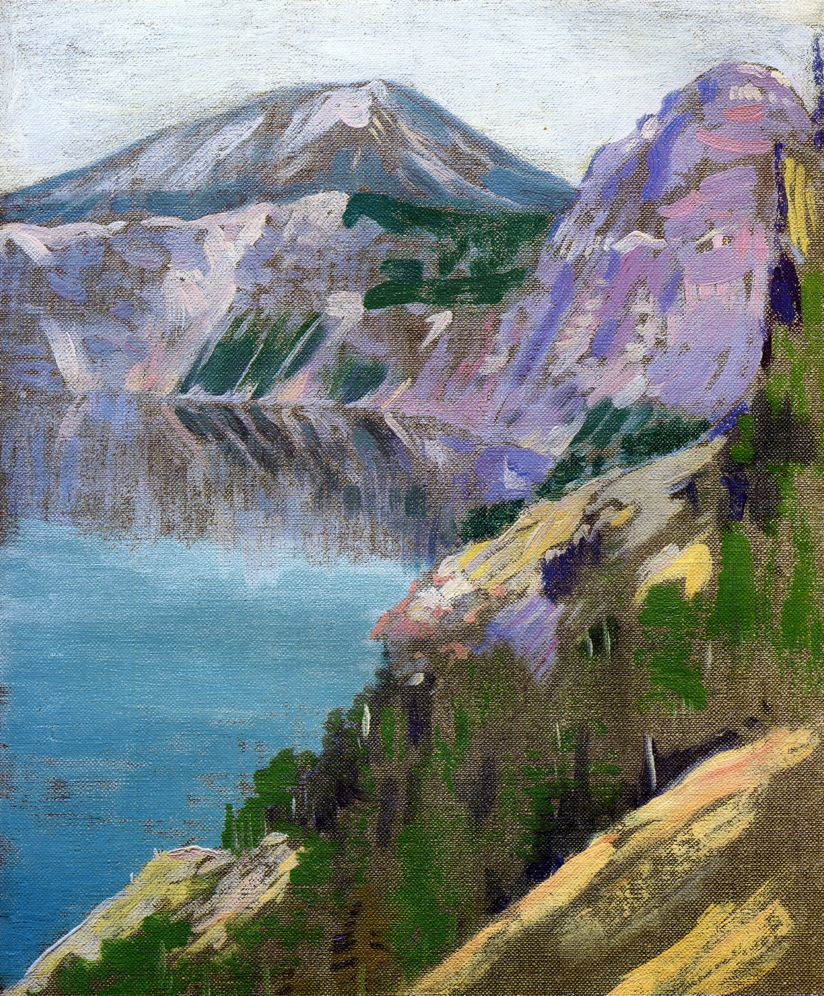
油絵"Crater Lake"(1919)

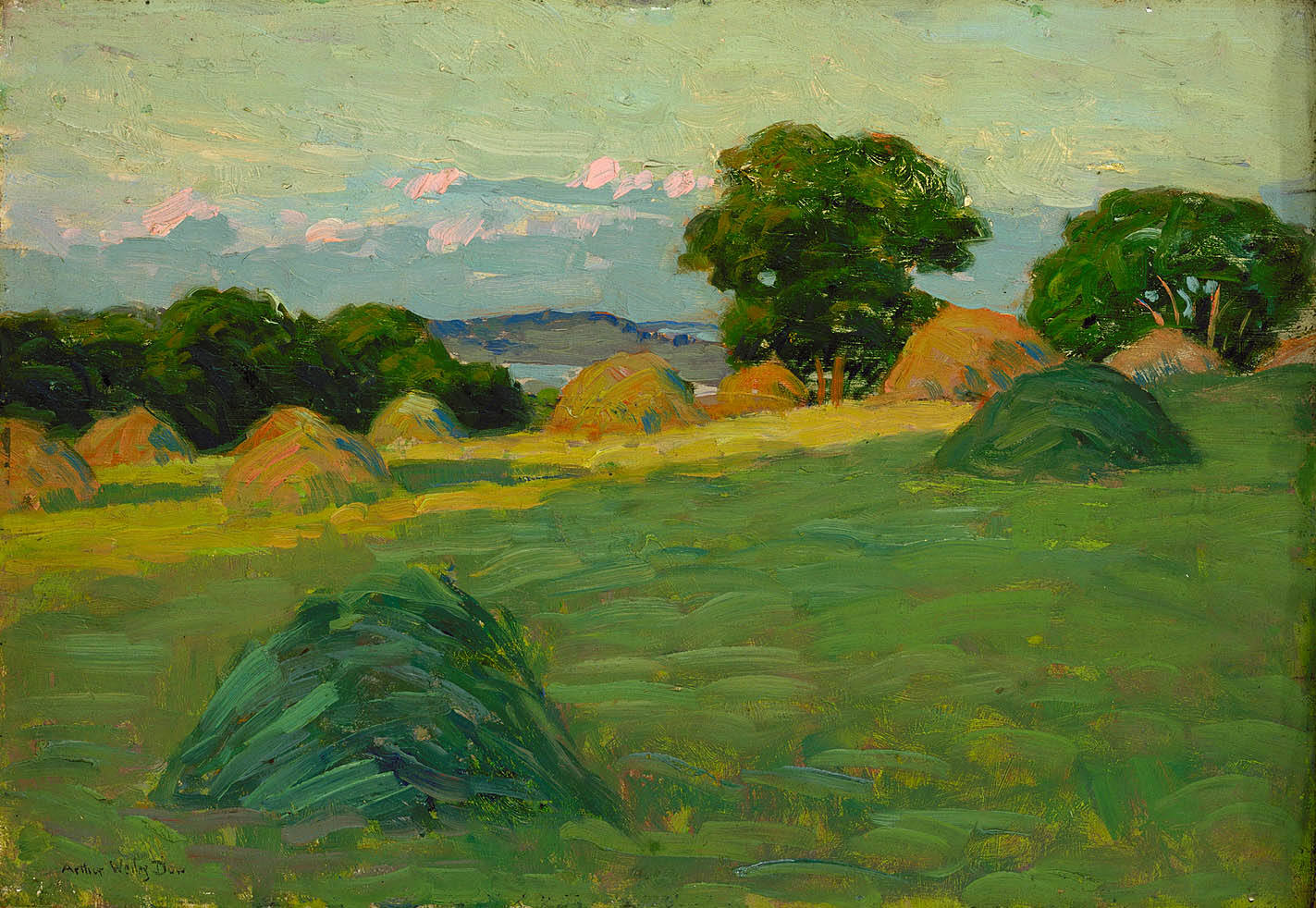
油絵"he Hill Field"(1908/1910)
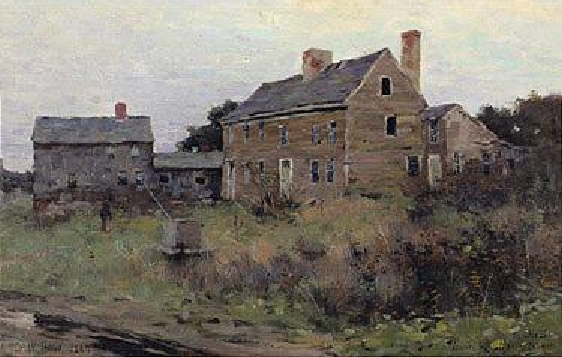
油絵"The Pirate house of Harry Main"
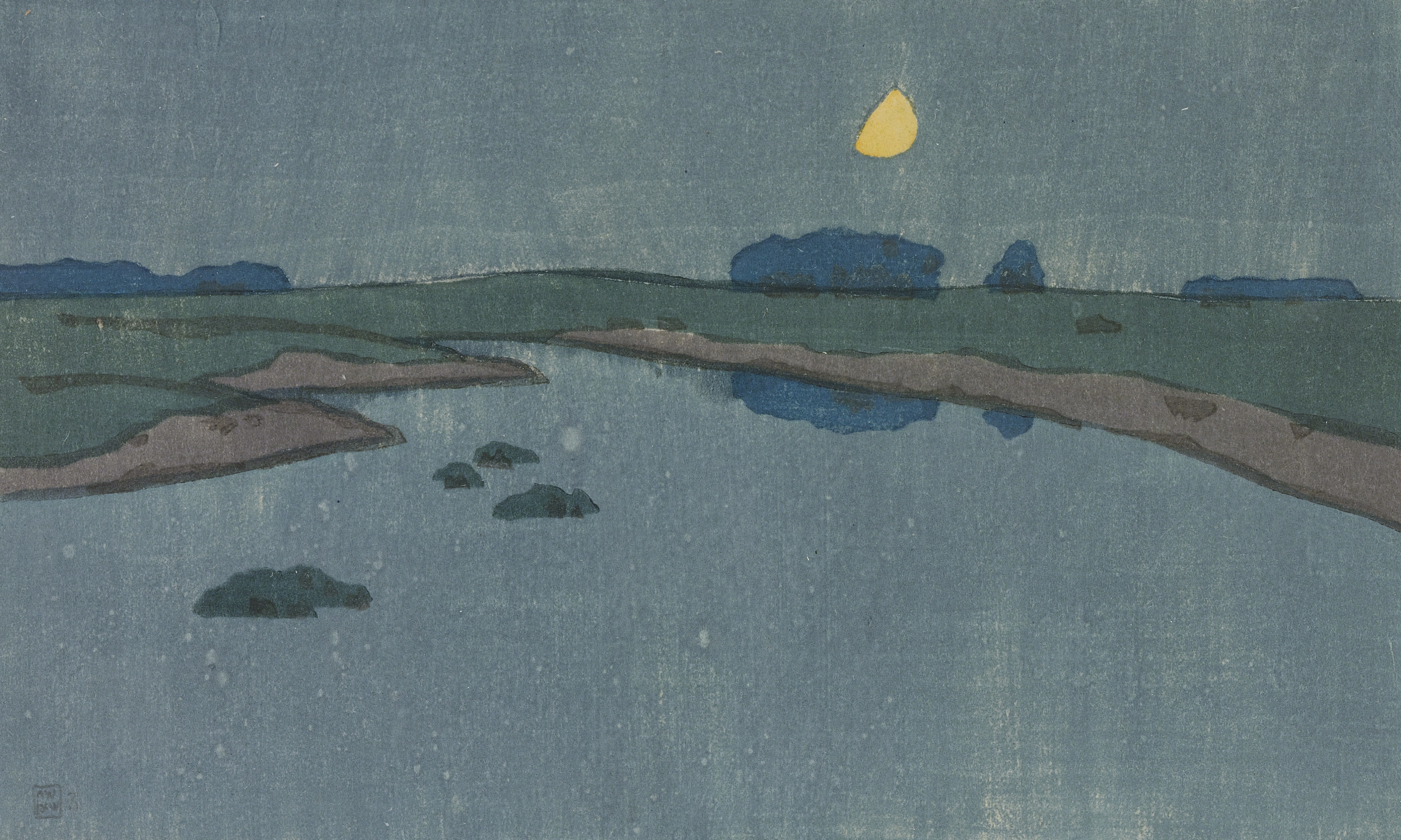
版画に手彩色

## 著書
- Arthur Wesley Dow (1912). Theory and Practice of Teaching Art (2nd ed.). Teachers College, Columbia University.
- Arthur Wesley Dow (January 1913). "Constructive Art-Teaching". Teachers College Bulletin. Columbia University.
- Arthur Wesley Dow (September 1918), "A Course in Fine Art", Bulletin of the College Art Association of America, vol. 1, no. 4, pp. 4 no, hdl:2027/mdp.39015017542740 – via HathiTrust
- Arthur Wesley Dow (1920). Composition: A Series of Exercises in Art Structure for the Use of Students and Teachers. Doubleday, Page & Company.